# Loyola Ramblers

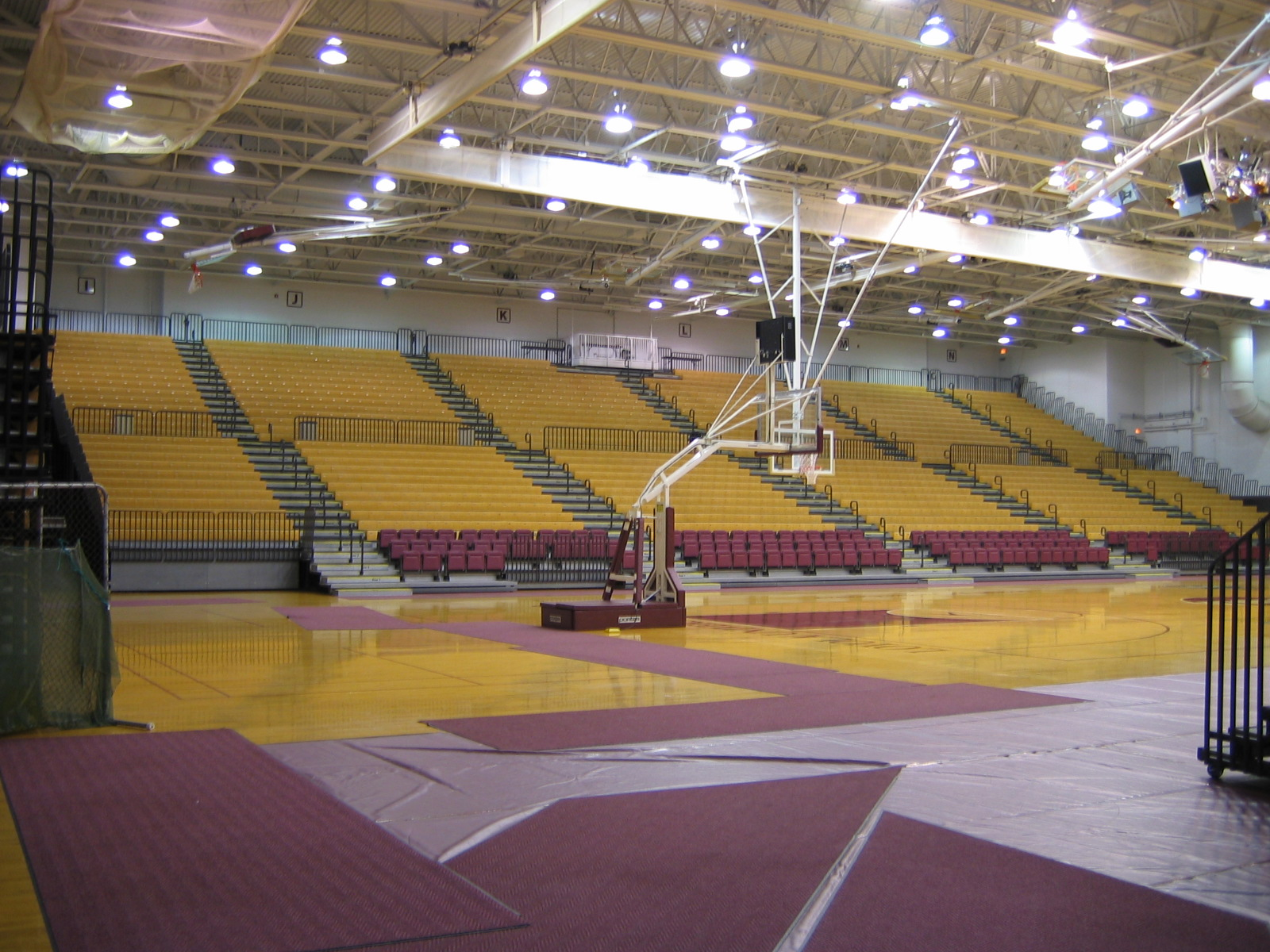
Joseph J. Gentile Arena.

Loyola Ramblers (español: Excursionistas de Loyola) es la denominación que reciben los equipos deportivos de la Universidad Loyola Chicago, situada en Chicago, en el estado de Illinois. Los equipos de los Ramblers participan en las competiciones universitarias organizadas por la NCAA, y sus equipos forman parte de la Atlantic 10 Conference, desde julio de 2022, excepto el de voleibol masculino, que pertenece a la Midwestern Intercollegiate Volleyball Association.

## Apodo y mascota
La universidad de Loyola es la única de la División I de la NCAA que tiene como apodo los Ramblers o Excursionistas. En los años 20, todas las universidades designaban a sus equipos por el color de sus equipaciones, en lugar de tener un apodo. Así, los equipos de Loyola eran denominados los granate y oro. En 1925, el entrenador del equipo de fútbol americano, junto con el periódico estudiantil, condujo un concurso para darle nombre a su equipo. El nombre ganador fue el de Grandees, a causa del origen español de San Ignacio de Loyola, el fundador de los jesuitas, pero el apodo no funcionó.
En 1926, de manera informal, comenzaron a denominar el equipo como Excursionistas, debido a las largas distancias que debía recorrer en aquella época el equipo de fútbol americano para enfrentarse a sus rivales. A pesar de que en 1930 el equipo de fútbol americano dejó de competir oficialmente, el resto de equipos adoptaron el apodo, que permanece hasta la fecha.
En cuanto a la mascota, denominada LU Wolf (Lobo de la Universidad de Loyola), está inspirada en el escudo de armas de San Ignacio, en el cual se aprecian dos lobos rampantes junto a una olla.

## Programa deportivo
Los Ramblers tienen 7 equipos masculinos y 8 femeninos:
| - Masculino - Baloncesto - Cross - Atletismo - Atletismo en pista cubierta - Golf - Fútbol - Voleibol | - Femenino - Baloncesto - Cross - Atletismo - Atletismo en pista cubierta - Golf - Fútbol - Voleibol - Sófbol |

## Baloncesto

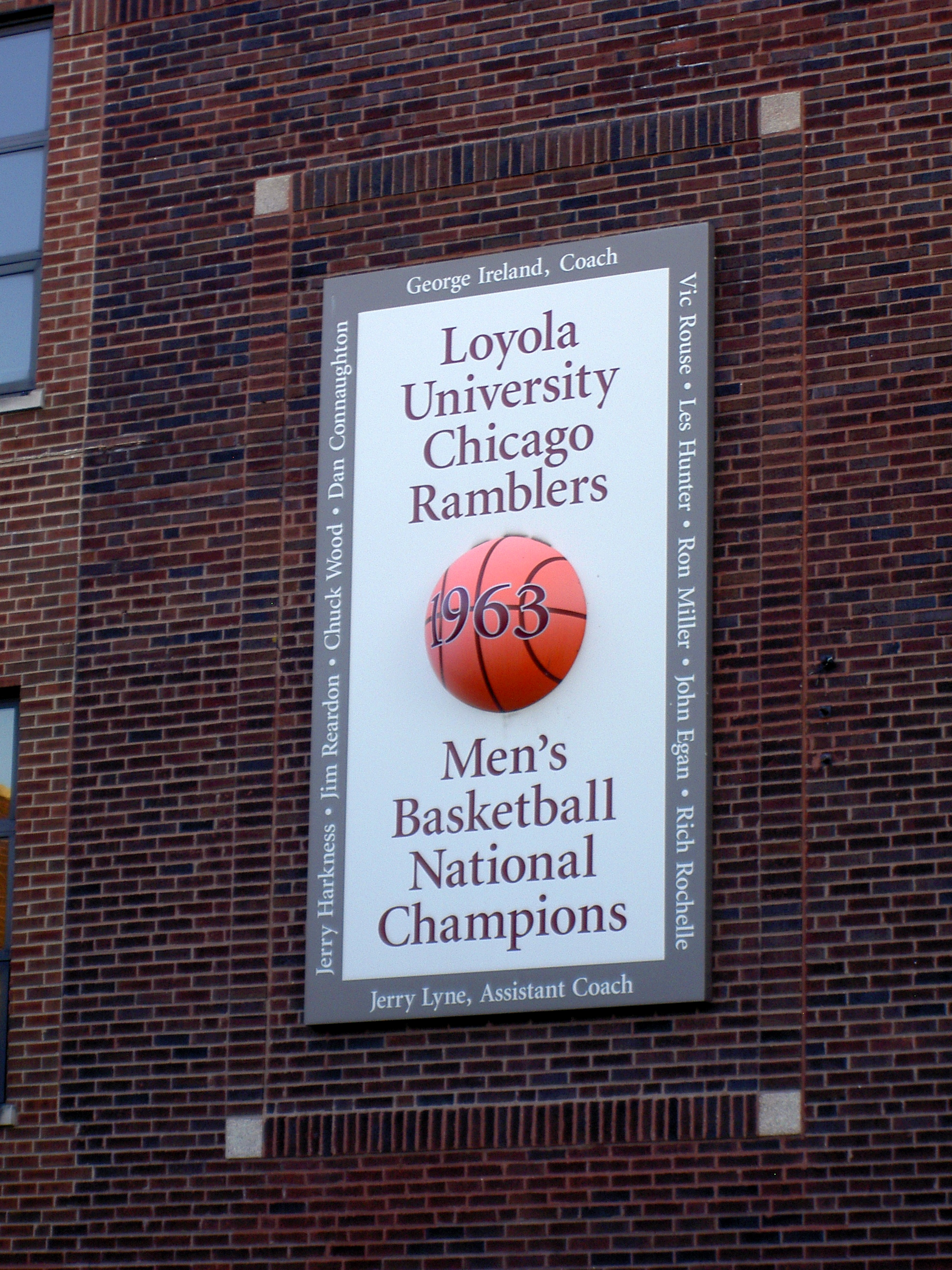
Placa conmemorativa del campeonato nacional obtenido por el equipo de baloncesto masculino en 1963.

El mayor éxito deportivo de la universidad lo consiguió el equipo masculino de baloncesto, cuando ganó el campeonato nacional en 1963 al derrotar a Cincinnati en la final, después de una prórroga, por 60-58. Este triunfo fue significativo por varios aspectos. En primer lugar, en una época en la que el racismo golpeaba severamente el deporte universitario, los Ramblers saltaron a la pista con cuatro de sus cinco titulares afroamericanos. Además, no se realizó ningún cambio durante el partido, por los que saltaron de inicio jugaron los 45 minutos que duró el encuentro. Entre los cinco jugadores, suman 11 licenciaturas. Además derrotaron en la final a un equipo que venía de ganar los dos campeonatos anteriores, y que se presentaba en esa edición como el número 1 en los rankings. Es el único equipo del estado de Illinois en ganar el torneo en toda su historia.
Además del título, Loyola ha conseguido llegar a la fase final de la competición en otras 4 ocasiones, disputando en 1964 y 1985 los cuartos de final. En otras dos ocasiones ha sido finalista del NIT, en 1939 y 1949.
En cuanto a los resultados en la conferencia Horizon League, ha conseguido ganar en 4 ocasiones la temporada regular, y en una el torneo de la misma, en 1985. Un total de 15 jugadores de los Ramblers han conseguido llegar a jugar en la NBA, destacando entre ellos Les Hunter, que desarrolló casi toda su carrera profesional en la ABA.

## Instalaciones deportivas
- The Joseph J. Gentile Center es el pabellón donde disputan sus partidos los equipos de baloncesto. Fue inaugurado el 23 de noviembre de 1996, y tiene una capacidad para 5.200 espectadores.[9]
- Alumni Gym es donde se disputa la competición de voleibol. Su construcción data de 1923, pero desde entonces ha sufrido innumerabler rehabilitaciones.[10]
- Loyola Soccer Park es el estadio donde disputan sus partidos los equipos de fútbol. Fue construido en 1996, y cuenta con una capacidad para 500 espectadores sentados. Se puede habilitar para la disputa del béisbol.[11]

## Palmarés
- Baloncesto masculino:
  - Campeón: 1963
  - Final Four: 2018
- Voleibol masculino: 2014, 2015